# Robert Kitchen
Robert Kitchen est un homme politique canadien, député de la circonscription de Souris—Moose Mountain (SK) pour le Parti conservateur du Canada depuis 2015.

## Biographie
Robert Kitchen naît en Angleterre quand son père, général des Forces armées canadiennes, y est stationné. Enfant, il vit aux rythme de ses déplacement, au Pakistan, en Afghanistan, en Iran et aux États-Unis. À 16 ans, il est renversé par un conducteur ivre alors qu'il fait du vélo et devient sourd de l'oreille gauche. 
Il étudie à l'Université de Waterloo où il obtient un bachelor en kinésiologie. Il entre ensuite au Canadian Memorial Chiropractic College d'où il sort docteur en chiropratique. Il complète ces diplômes grâce à une bourse de spécialisation en sciences cliniques chiropratiques, durant laquelle il exerce six mois au Département d'orthopédie de l'Hôpital Royal Universitaire de Saskatoon. Enfin, il obtient un diplôme d'études supérieures en administration de l'éducation à l'Université de Regina.
Il ouvre ensuite une clinique chiropratique privée à Estevan, entre au conseil d'administration de la Chiropractors 'Association of Saskatchewan (CAS) et préside le du Conseil de la réglementation, de l'éducation et de l'accréditation de la Fédération canadienne de la chiropratique (CRCREAB) pendant 4 ans.
Il est marié depuis 1981 et trois enfants adultes[pas clair].

## Vie politique
Il se lance en politique  lors des élections fédérales de 2015 pour le  Parti conservateur du Canada dans Souris—Moose Mountain. Avec plus de 70 % des voix, il est largement élu dans cette circonscription conservatrice depuis vingt ans.
Après avoir été membre du comité des Anciens combattants, il est membre du Comité du Patrimoine canadien depuis septembre 2017. 

### Résultats électoraux
|       | Candidat          | Parti        | # de voix | % des voix |
|       | Robert Kitchen    | Conservateur | +26 315,  | 70,14 %    |
|       | Steven Bebbington | Libéral      | +05 076,  | 13,53 %    |
|       | Vicky O'Dell      | NPD          | +05 131,  | 13,68 %    |
|       | Robert Deptuck    | Vert         | +00994,   | 2,65 %     |
| Total | Total             | Total        | 37 516    | 100 %      |